# 白浜村 (熊本県)
白浜村（しらはまむら）は、熊本県の北部にかつて存在した村。

## 地理
- 島原湾

## 歴史
- 1889年4月1日 - 町村制施行により一村単独村政。
- 1902年4月1日 - 河内村、船津村と合併し河内村となる。

## 学校
- 白浜分校